# Karl Otfried Müller

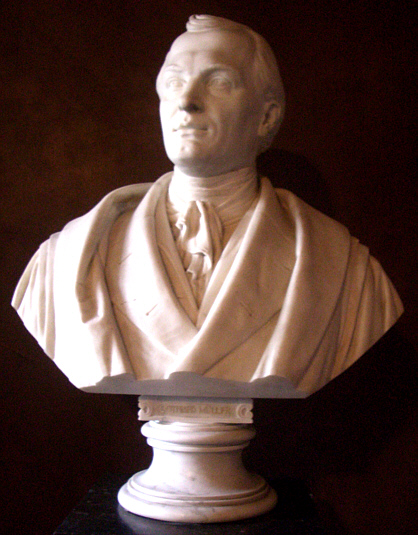
Byst av Alexander Tondeur.

Karl Otfried Müller, född 28 augusti 1797 i Brieg, Schlesien, död 1 augusti 1840 i Aten och begraven i Kolonos utanför denna stad, var en tysk klassisk filolog, även verksam inom antikens arkeologi och historia.Han var bror till Julius och Eduard Müller.
Müller hade studerat i Breslau och Berlin som August Böckhs lärjunge och blev 1823 ordinarie professor i Göttingen. Hans första arbete var en allsidig monografi över Egina, Aegineticorum Liber (1817), vilken blev mönstret för hundratals liknande arbeten av andra och i vilken han redan visar sig kunna ur till hälften utplånade spår i myt och hävd frammana dragen av en folkstams såväl egenheter som samhörighet med andra. Vidare följde två avdelningar Geschichten hellenischer Stämme und Städte: I. Orchomenos und die Minyer (1820; andra upplagan 1844), II. Die Dorier (1824; andra upplagan 1844).
Efter en banbrytande skrift, Prolegomena zu einer wissenschaftlichen Mythologie (1825), där han framhöll vikten av att mera, än dittills varit förhållandet, uppmärksamma mytens historiska underlag och utbredningsgång, samt en avhandling över makedonierna (1825) och det av preussiska Vetenskapsakademien prisbelönta, men i mycket förfelade arbetet Die Etrusker (1828; ny upplaga, bearbetad av Deecke, 1877) utgav han vidare det innehållsrika verket Handbuch der Archäologie der Kunst (1830; tredje upplagan, med tillägg av Welcker, 1848; en fjärde, oförändrad upplaga 1878), det första systematiska arbete i sitt slag, vars användbarhet från 1832 ökades genom det av Carl Oesterley illustrerade bildverket Denkmäler der alten Kunst, vilket Müller redigerade fram till sin död.
Bland Müllers skrifter kan vidare nämnas Geschichte der griechischen Literatur bis auf das Zeitalter Alexanders (första delen utgiven på engelska 1840; det hela i två delar efter manuskriptet 1841; fjärde upplagan med bearbetning och komplettering av Emil Heitz, 1882-84), i vilket arbete dock endast poesins historia blivit utförd för hela den angivna tiden. Müllers konstarkeologiska arbeten utgavs 1872-73 samlade i fem band (i Calvarys "Philologische und archäologische Bibliothek").